# بحران اقتصادی سری‌لانکا (۲۰۱۹–اکنون)
بحران اقتصادی سریلانکا، بحرانی ادامه‌دار در حکومت جزیره‌ای سریلانکا است که در ۲۰۱۹ میلادی شروع شد. این بحران، بدترین بحران اقتصادی این کشور از زمان استقلالش در ۱۹۴۸ میلادی بوده‌است. این بحران منجر به سطوح بی‌سابقه‌ای از تورم، تا حدی تخلیه ذخایر ارزی خارجی، کمبود تدارکات پزشکی و افزایش قیمت مایحتاج پایه‌ای. گفته می‌شود که این بحران به دلیل چندین عامل همچون خلق پول، سیاستی ملی مبنی بر تغییر جهت به کشاورزی ارگانیک یا زیست‌شناختی، بمب‌گذاری‌های عید پاک در ۲۰۱۹ و اثرات پاندمی کووید-۱۹ است. سختی‌های اقتصادی حاصل از این عوامل منجر به اعتراضات ۲۰۲۲ سریلانکا شد.
«نکول حکومتی» سریلانکا زبانزد شده‌است، چرا که ذخایر تبادل خارجی باقیمانده ۱٫۹ میلیارد دلاریش تا مارس ۲۰۲۲ برای پرداخت تعهدات مرتبط با بدهی خارجیش در ۲۰۲۲ میلادی بسنده نمی‌کند، چرا که ۴ میلیارد دلار بدهی را باید بازپرداخت کند. همچنین تا ژوئیه ۲۰۲۲ باید ۱ میلیارد دلار از «اوراق حکومتی بین‌المللی» خود را پرداخت نماید. بلومبرگ گزارش کرد که سریلانکا در مجموع ۸٫۶ میلیارد دلار را در ۲۰۲۲ میلادی داشته که هم شامل بدهی‌های محلی و هم بدهی‌های خارجیست. در آوریل ۲۰۲۲، دولت سریلانکا اعلام کرد که در حال نکول است و بدین ترتیب اولین نکول حکومتی در تاریخ سریلانکا از زمان استقلالش در ۱۹۴۸ میلادی و اولین حکومت در منطقه آسیا-اقیانوسیه شد که وارد نکول حکومتی قرن ۲۱م شد.
نخست‌وزیر رانیل ویکرماسینگه در ژوئن ۲۰۲۲ میلادی در پارلمان گفت که اقتصاد فروپاشیده و قادر به پرداخت ضروریات نیست.

## معادل‌ها
1. ↑  sovereign defaults
2. ↑  International Sovereign Bond